# Hunminjeongeum
Hunminjeongeum (coreano: 훈민정음; hanja: 訓民正音; lit. "Os Sons Corretos para a Instrução do Povo") é um documento que descreve por inteiro a escrita nativa e nova da língua coreana. A escrita foi inicialmente nomeada após a publicação, que mais tarde passou a ser conhecida como hangul. Foi criada para ajudar as pessoas iletradas em hanja, a ler e escrever o idioma coreano com precisão e facilidade. Foi anunciada no centésimo segundo volume de Anais do Rei Sejong, e sua suposta data formal da publicação, 9 de outubro de 1446, é agora o Dia de Hangul na Coreia do Sul. Os Anais colocaram sua invenção no vigésimo quinto ano do reinado de Sejong, correspondente entre 1443 e 1444.

## Conteúdo
O documento está escrito em chinês clássico e contém um prefácio, as letras do alfabeto (jamo), e as breves descrições dos seus sons correspondentes. Mais tarde, a obra foi completada por um documento maior intitulado Hunminjeongeum Haerye, que foi designado como o tesouro nacional n.º 70. Para distingui-lo do seu suplemento, Hunminjeongeum por vezes é chamado de "Amostras e a Importância da Edição Hunminjeongeum" (훈민정음예의본; 訓民正音例義本).
O chinês clássico (Hanzi/Hanja) do Hunminjeongeum foi parcialmente traduzido para o coreano médio. Esta tradução é encontrada em conjunto com Worinseokbo (월인석보; 月印釋譜), e chama-se Hunminjeongeum Eonhaebon (훈민정음 언해본; 訓民正音 諺解本).
O primeiro parágrafo do documento revela a motivação do Rei Sejong para a criação do hangul:

A palavra "Hangul", escrita em coreano (hangul)

- Chinês clássico (original):

國之語音
異乎中國
與文字不相流通
故愚民 有所欲言
而終不得伸其情者多矣
予爲此憫然
新制二十八字
欲使人人易習便於日用"耳"(矣)
- Mistura do hanja (chinês clássico) e hangul (Eonhaebon):[4]

- Renderizado na escrita coreana (Eonhaebon):[4]

- Tradução (metáfrase):

| “ | Porque a expressão do país é diferente da China, ela [a língua falada] não corresponde às letras [chinesas]. Portanto, mesmo se os ignorantes querem se comunicar, muitos deles no limite não podem definir suas preocupações. Entristecido por isso, eu tenho [tinha] vinte e oito letras, recentemente feitas. O meu desejo é que todas as pessoas possam facilmente aprender essas letras e que [elas] possam ser convenientes para o uso diário. | ” |

- Tradução (paráfrase):

| “ | A língua do [nosso] povo é diferente daquela da nação da China, e, portanto, não pode ser expressada pela linguagem escrita do povo chinês. Por essa razão, os gritos dos camponeses analfabetos não sejam bem compreendidos por muitos [na posição de privilégio]. Eu [sinto o sofrimento dos camponeses e as dificuldades enfrentadas pelos funcionários públicos e] estou triste com a situação. Portanto, vinte e oito carateres [escritos] foram recentemente criados. [O meu desejo é] que cada pessoa [coreana] possa se familiarizar [com a linguagem escrita recém-criada do coreano] e usá-las diariamente de uma forma intuitiva. | ” |

## Versões
O manuscrito do Hunminjeongeum original possui duas versões:
- Sete páginas escritas em chinês clássico, exceto quando as letras do alfabeto hangul são mencionadas, como podem ser vistas na imagem da parte superior deste artigo. As três cópias estão à esquerda:
  - Aquela encontrada no início da cópia Haerye
  - A única incluída em Sejongsillok (세종실록; 世宗實錄; "As Crónicas de Sejong"), volume 113.
- Eonhaebon, com trinta e seis páginas, extensivamente anotadas em hangul, com todos os carateres hanja transcritos no alfabeto hangul numa forma pequena, no seu canto inferior direito. O hangul está escrito em formas caligráficas, e geométricas. Quatro cópias estão à esquerda:
  - No começo de Worinseokbo (월인석보; 月印釋譜), uma escritura budista anotada
  - Uma preservada por Park Seungbin
  - Uma preservada por Kanazawa, um japonês
  - Uma preservada pelo Ministério das Relações Exteriores do Japão